# Юферев, Виталий Михайлович
Вита́лий Миха́йлович Ю́ферев (6 мая 1916, Слободской уезд, Вятская губерния — 19 февраля 1994, Магнитогорск, Челябинская область) — российский актёр, поэт, Заслуженный работник культуры РСФСР.

## Биография
- 1916, 6 мая — родился в селе Мудрово[1][К 1] в семье священника, происходившего из древнего вятского рода Юферевых.
- переехал к старшему брату в г. Асбест. Поступил в горно-обогатительный техникум, но был исключён как сын попа. Работал наборщиком в типографии, участвовал в художественной самодеятельности.
- 1939 — отец был репрессирован, умер в ссылке
- 1940 — окончил Свердловское театральное училище, был призван в армию
- 1941—1945 — воевал на фронтах Великой Отечественной войны, где начал писать стихи. Служил в артиллерии, пехоте, в Ансамбле песни и пляски 22-й армии. Награждён орденом Отечественной войны II степени[1] и 9 медалями.
- 1946 — переехал в Магнитогорск
- 1946—1989 — работал актёром в Магнитогорском драматическом театре имени Пушкина
- 1979 — удостоен звания Заслуженного работника культуры РСФСР
- 1992 — в магнитогорском издательстве «Магнит» вышла книга стихов «Шиповник»
- 1994, 19 февраля — скончался в г. Магнитогорске. Похоронен на Правобережном кладбище.

## Театральная деятельность
За годы работы в Магнитогорском драматическом театре имени Пушкина Виталий Юферев сыграл более 100 ролей, являясь признанным мастером эпизодической роли. Многие годы он играл роль Деда Мороза на театральной ёлке. Среди его лучших ролей:
- Благовещенский («Тяжкое обвинение»)
- Васюков («Стройфронт»)
- Дохлянов («Вдовец»)
- Капитан Егорыч («Чти отца своего»)
- Татарин («На дне»)
- Филимонов («Мария»)

## Литературная деятельность
Стихи Виталия Юферева неоднократно публиковались в газетах Магнитогорска и Челябинской области. Многие из них легли в основу ряда песен, созданных уральскими композиторами.

### Циклы стихов
- Меридианы
- С добрым сердцем
- Фронтовая тетрадь

### Тексты песен
- Магнитогорская-пионерская (музыка Д. Кабалевского)
- Песня о бетонной палатке (музыка В. Рябчича)
- Улица Грязнова (музыка В. Лекарчука)
- Центральный переход (музыка В. Рябчича)

### Книги
- Шиповник (стихи) / Ред.: А. Павлов. — Магнитогорск: Магнит, 1992. — 64 с. — (Серия «Поэты Магнитки»). ISBN 5-87864-003-1.

### Публикации
- Стихи // Круг зари. — Челябинск, Южно-Уральское кн. изд-во, 1977. — С. 59—60.
- Нам выпало так мало тишины (стихотворение) // Магнитогорский металл. — 2007. — 9 октября. — С. 5.

## Звания
- Заслуженный работник культуры РСФСР (1979)
- Ветеран Магнитки

## Награды
- Орден Отечественной войны II степени (1985)[1]
- 9 боевых медалей

## Комментарии
1. ↑  Село Мудрово, относившееся к Сезеневской волости Слободского уезда, в последующем входило в состав Большепасынского сельсовета Зуевского района Кировской области; не сохранилось[2].